# Glunz (Holzwerkstoffhersteller)

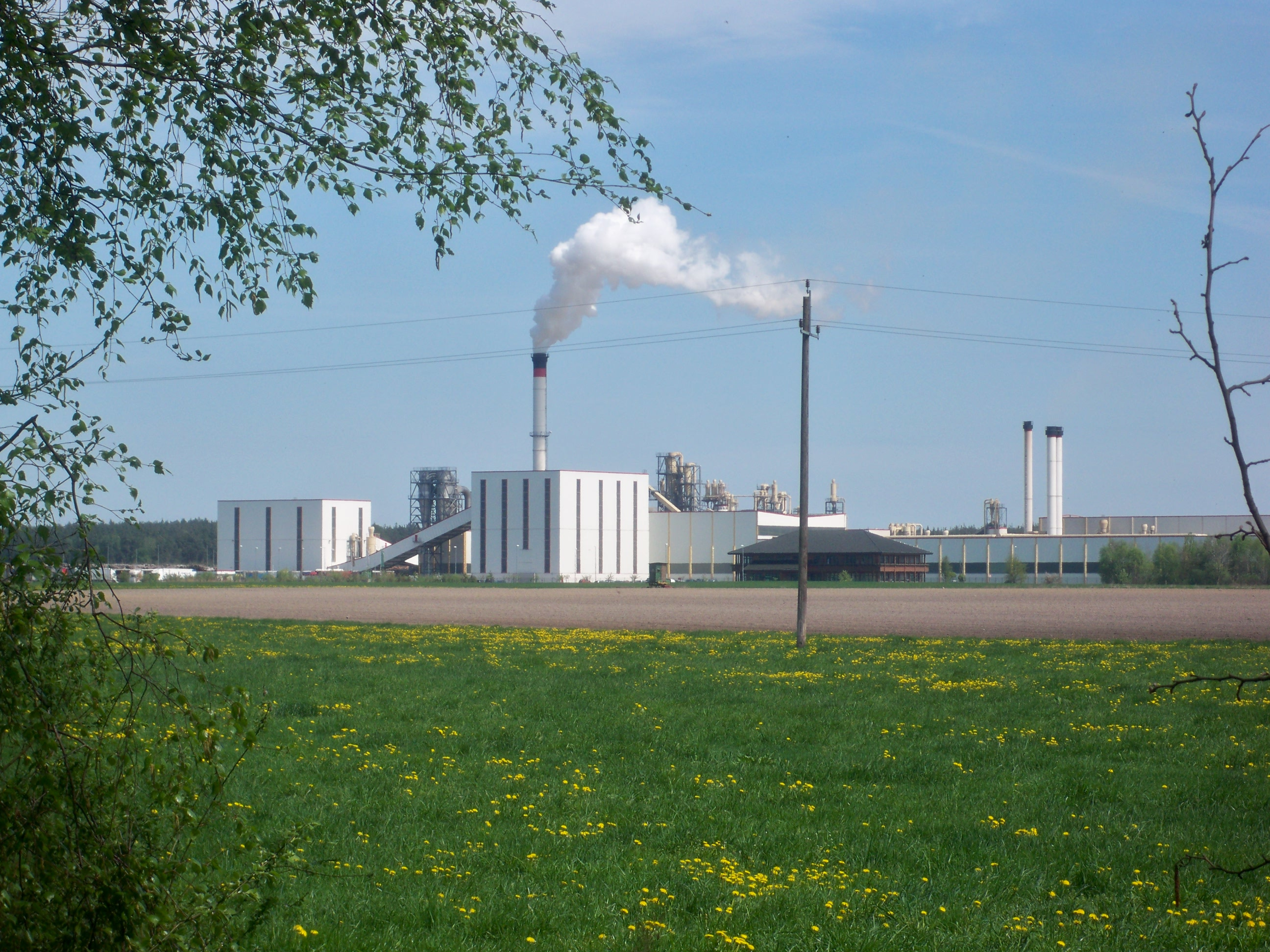
Glunz-Werk Nettgau

Die Glunz AG war als Holzwerkstoffhersteller im deutschsprachigen Raum bekannt. Seit Anfang 2018 firmiert sie unter dem Namen Sonae Arauco Deutschland.

## Geschichte
Die Glunz AG wurde 1932 als Holzhandlung in Hamm gegründet. 1939 trat Carl Glunz in das bis dahin als Wilhelm Ernst Glunz firmierende Unternehmen ein. Damit wurde die zuvor nicht im Handelsregister eingetragene Firma als Offene Handelsgesellschaft weitergeführt. Als Adresse wurde zu diesem Zeitpunkt Im Güterbahnhof in Hamm angegeben, als Tätigkeitsfelder Dampfsäge- und Hobelwerk, Parkettfabrik, Nutz- und Grubenholzhandlung. Das erste Spanplattenwerk kaufte das Unternehmen von der Firma Greco in Meppen. Anschließend wuchs Glunz weiter durch Zukäufe verschiedener Werke. Darunter waren Novopan, Agepan, Triangel, eine Spanplatten produzierende Fabrik in Kaisersesch (vormals Rhenodur / Rhenowest) und die Caberboard Ltd in Großbritannien.
Der Börsengang fand 1987 statt. Zwei Jahre später baute die Glunz AG ihren neuen Firmensitz, das sogenannte Glunzdorf im nordrhein-westfälischen Hamm. Weitere Zukäufe fanden statt. Unter anderem wurden die Firmen Aarons Bros. plc (Großbritannien) und Isoroy S.A.(Frankreich) übernommen. Das Werk in Papenburg wurde hingegen 1997 geschlossen.
1998 erwarb die portugiesische Sonae Indústria Gruppe über ihre Holding Tafisa S.A. 85 Prozent der Glunz AG Aktien. Der neue Eigentümer legte ein Investitionsprogramm auf, in dessen Zuge auch das Werk in Nettgau geplant und realisiert wurde. Weitreichende strategische Änderungen wurden in 2001 unternommen – so ist der Firmensitz von Hamm nach Meppen verlegt worden, das Werk in Triangel wurde stillgelegt und das Werk in Nettgau wurde eröffnet.
Im Jahre 2005 wurde ein squeeze out beschlossen, bei dessen Durchführung die Minderheitsaktionäre entsprechend abgefunden wurden. Die Glunz AG befand sich nun zu 100 Prozent im Besitz der Holding und wurde in den Geschäftsbereich Central Europe von Sonae Indústria integriert.
2006 wurden die Aktivitäten der angeschlagenen Hornitex Gruppe in Beeskow, Duisburg und Horn-Bad Meinberg übernommen. Investiert wurde weiterhin in ein neues Imprägnierwerk in Kaisersesch, das 2008 in die neu gegründete ImPaper Europe ausgelagert wurde.
Im Rahmen umfangreicher Restrukturierungsmaßnahmen wurden die Spanplattenwerke in Kaisersesch (2009) und Duisburg stillgelegt (2010).
Das Mutterunternehmen Sonae Indústria beschloss 2016 eine strategische Partnerschaft mit dem chilenischen Arauco-Konzern. In diesem Zuge wurde die Glunz AG in Sonae Arauco Deutschland umfirmiert.

## Kartellabsprachen
Das Bundeskartellamt verhängte 2011 Geldbußen in Höhe von rund 42 Millionen Euro wegen Preisabsprachen zwischen vier Herstellern von Holzprodukten, darunter Glunz, Pfleiderer, Kronoply sowie dem Spanplattenwerk der Rauch Möbelwerke, welches 2023 an die Egger Group verkauft wurde. Der Egger Gruppe wurde eine Strafe aufgrund der Bonusregelung erlassen.